# Winter, o Golfinho
Dolphin Tale (bra/prt: Winter, o Golfinho) é um filme norte-americano em 3D de 2011, dirigido por Charles Martin Smith, com base na história e no livro do golfinho Winter. Karen Janszen e Noam Dromi escrevem o roteiro, e o filme tem no elenco; Nathan Gamble, Harry Connick, Jr, Ashley Judd, Kris Kristofferson, Cozi Zuehlsdorff e Morgan Freeman. A verdadeira história segue Winter, um golfinho que em dezembro de 2005 foi resgatado por um pescador na Flórida, e acolhido pelo Clearwater Marine Aquarium (Hospital de Criaturas Marinhas de Clearwater). Winter perdeu sua cauda depois de se enrolar com uma corda presa a uma armadilha de caranguejo e foi inplantado nele uma protese. O filme foi lançado em Portugal em 21 de setembro de 2011, nos Estados Unidos em 23 de setembro de 2011, e no Brasil em  14 de outubro de 2011.

## Elenco
- Winter
- Nathan Gamble como Sawyer Nelson
- Harry Connick, Jr. como Dr. Clay Haskett
- Ashley Judd como Lorraine Nelson
- Kris Kristofferson como Reed Haskett
- Morgan Freeman como Dr. Cameron McCarthy
- Jim Fitzpatrick como Max Connellan, pai de Kyle
- Cozi Zuehlsdorff  como Hazel Haskett, filha de Clay
- Ray McKinnon como Sr. Doyle, professor de Sawyer
- Austin Stowell como Kyle Connellan, primo de Sawyer.
- Michael Roark como Donovan Peck, um amigo de Kyle.
- Frances Sternhagen como Gloria Forrest, a proprietária do Hospital Marinho
- Betsy Landin como Kat, uma das especialistas de Golfinho do Hospital.